# Xã Franklin, Quận Clare, Michigan
Xã Franklin (tiếng Anh: Franklin Township) là một xã thuộc quận Clare, tiểu bang Michigan, Hoa Kỳ. Năm 2010, dân số của xã này là 825 người.